# 長源寺 (静岡県函南町)
長源寺（ちょうげんじ）は、静岡県田方郡函南町桑原にある曹洞宗の寺院である。イチイガシとカヤノキの巨木が境内にあり、後世に残したい函南町文化財50選に推薦された。

## 歴史
長源寺の本寺は、宝船山（ほうせんざん）高源寺という古刹である。高源寺は初め、大平山長久寺と号し、空海が開創した寺といわれている。道照・行基・万巻・空海ら修法の寺であったという。真言宗であったが、僧雪山の時に曹洞宗に改められた。後四世にして野焼きに罹り中絶したが、慶長の初め、僧幸山が再興した。源頼朝の側室丹後局が西国に赴く際、暫く閑居した寺であり、ゆかりの古鐵履を一雙、所蔵していたという。
『増訂豆州志稿』によると、長源寺は曹洞宗高源寺末（船山）、本尊十一面観音、創業不詳、能山を開祖とし、正保年に鉄山が中興したという。
また『筥根山（はこねざん）縁起』によると、817年（弘仁8年）当時、桑原には、筥根に対して小筥根と呼ばれる地があり、新光寺という七堂伽藍を備えた寺があった。新光寺は万巻の弟子たちが建立した寺である。のちに新光寺は廃され、長源寺に合寺されている。
新光寺の本尊であった薬師如来像や十二神将は、長源寺の薬師堂に伝えられた。
薬師如来像は行基作と伝えられていたため、江戸時代に十二神将を彩色した際も手を加えなかったという。また、阿弥陀如来坐像・日光月光菩薩像・子安地蔵像・僧空海坐像なども祀られていた。

## 境内

### 桑原薬師堂
1300年頃、函南町桑原の新光寺に阿弥陀如来像があり、地元の人々は火災による焼失から阿弥陀如来像を運搬し、守ってきた。
明治30年代になり、地元の中村政五郎によって、現在の長源寺に薬師堂が建てられ、仏像が安置された。2012年（平成24年）3月に、薬師堂に納められていた阿弥陀如来像を含む24体の仏像群は函南町に寄付され、その後はかんなみ仏の里美術館で展示されている。

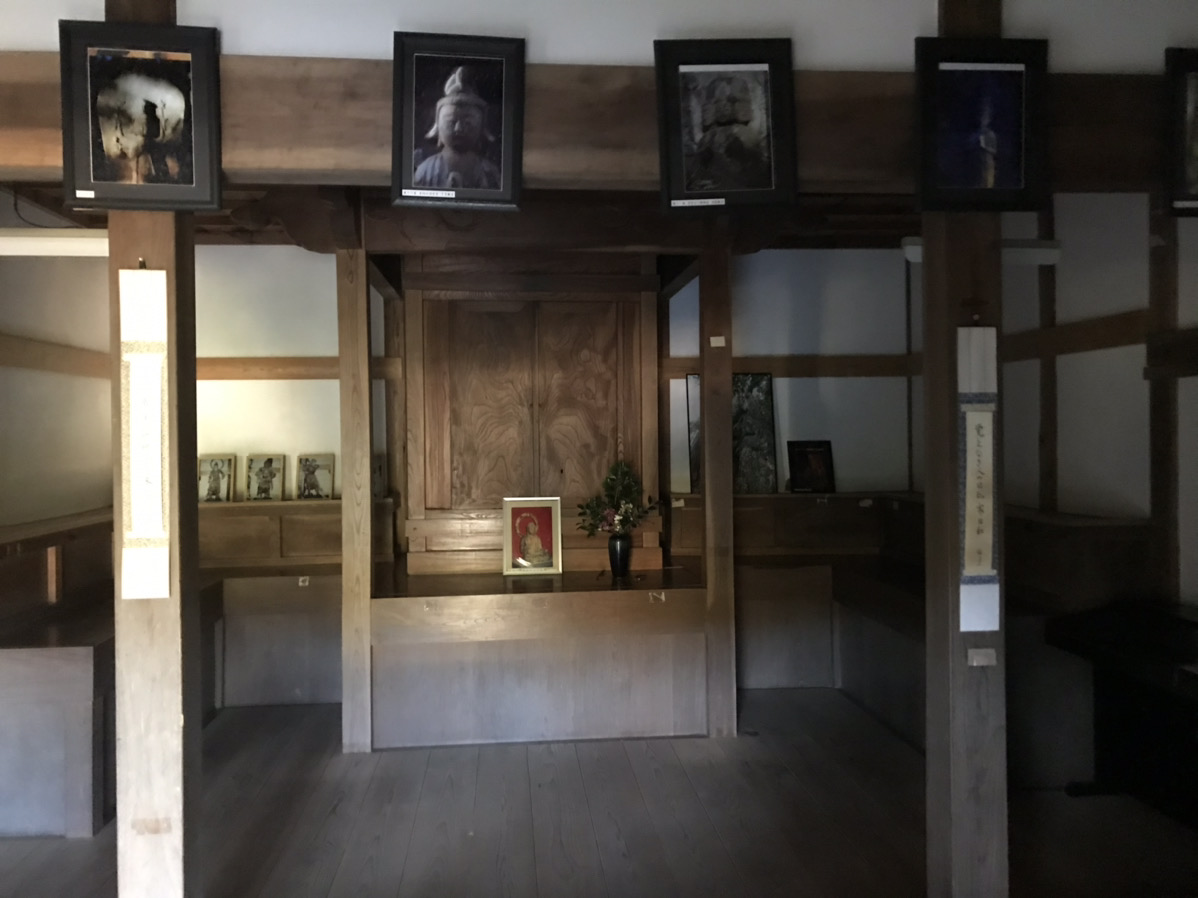
桑原薬師堂の内部（薬師如来が安置されていた）（2019年12月）
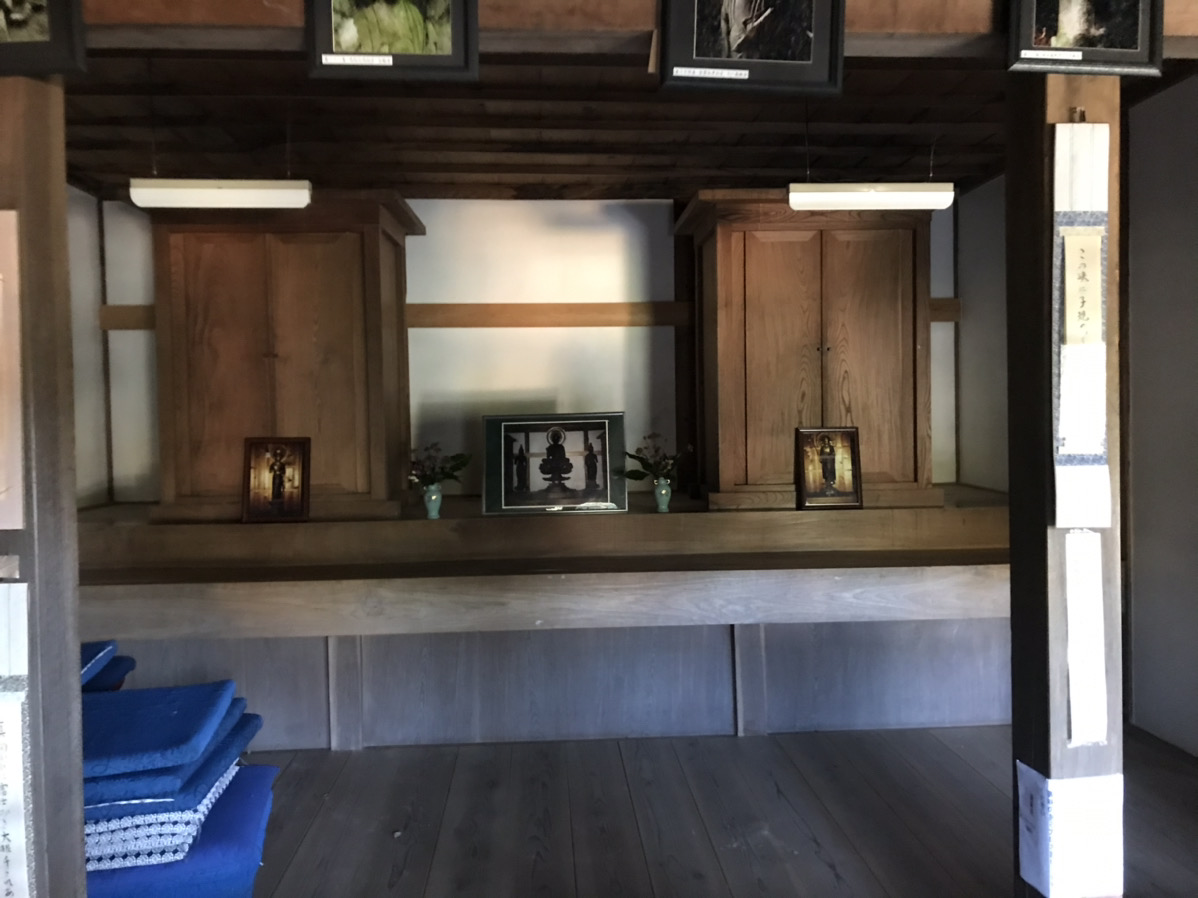
桑原薬師堂の内部（阿弥陀如来が安置されていた）（2019年12月）
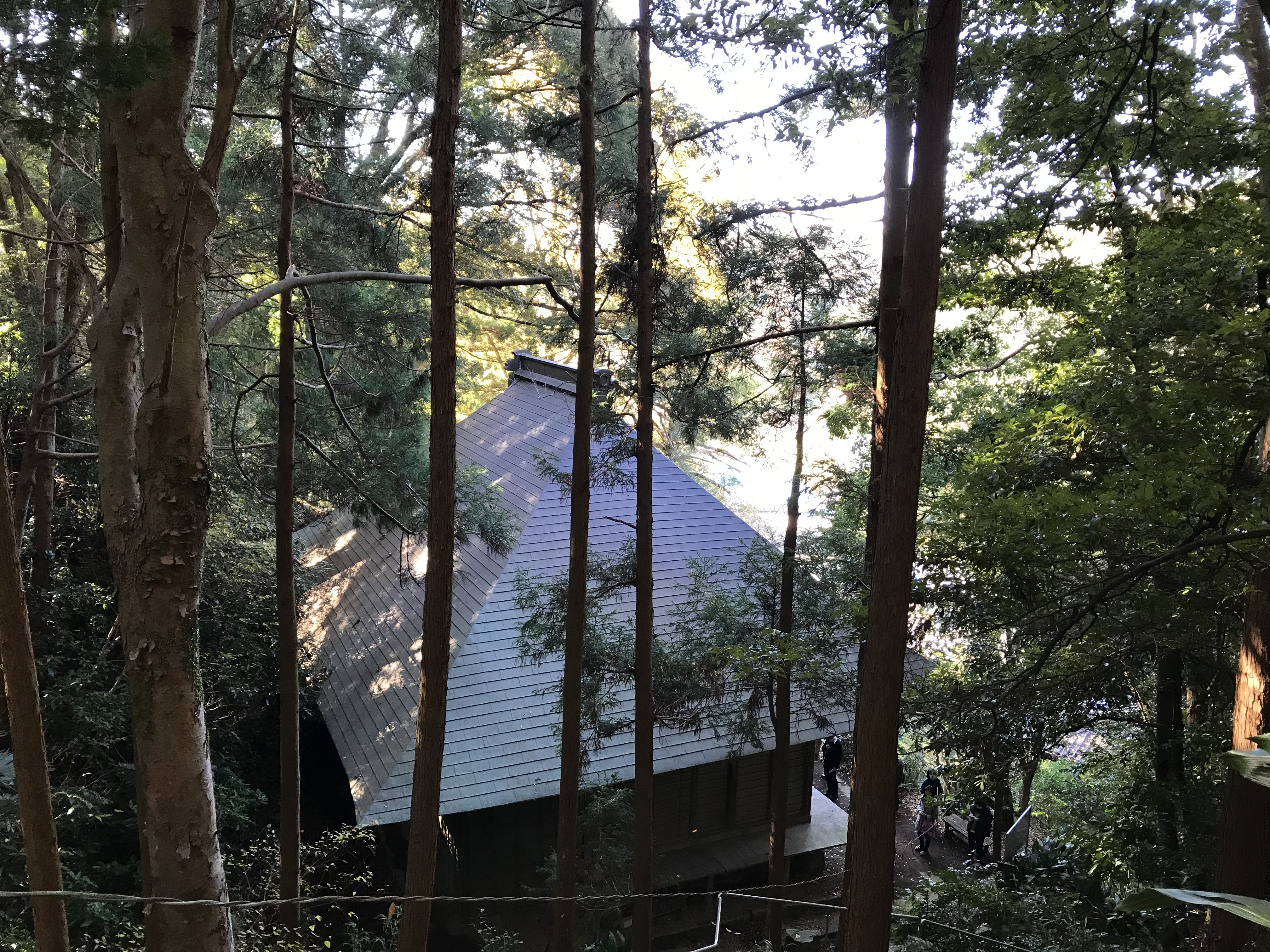
桑原薬師堂　山道より撮影（2019年12月）
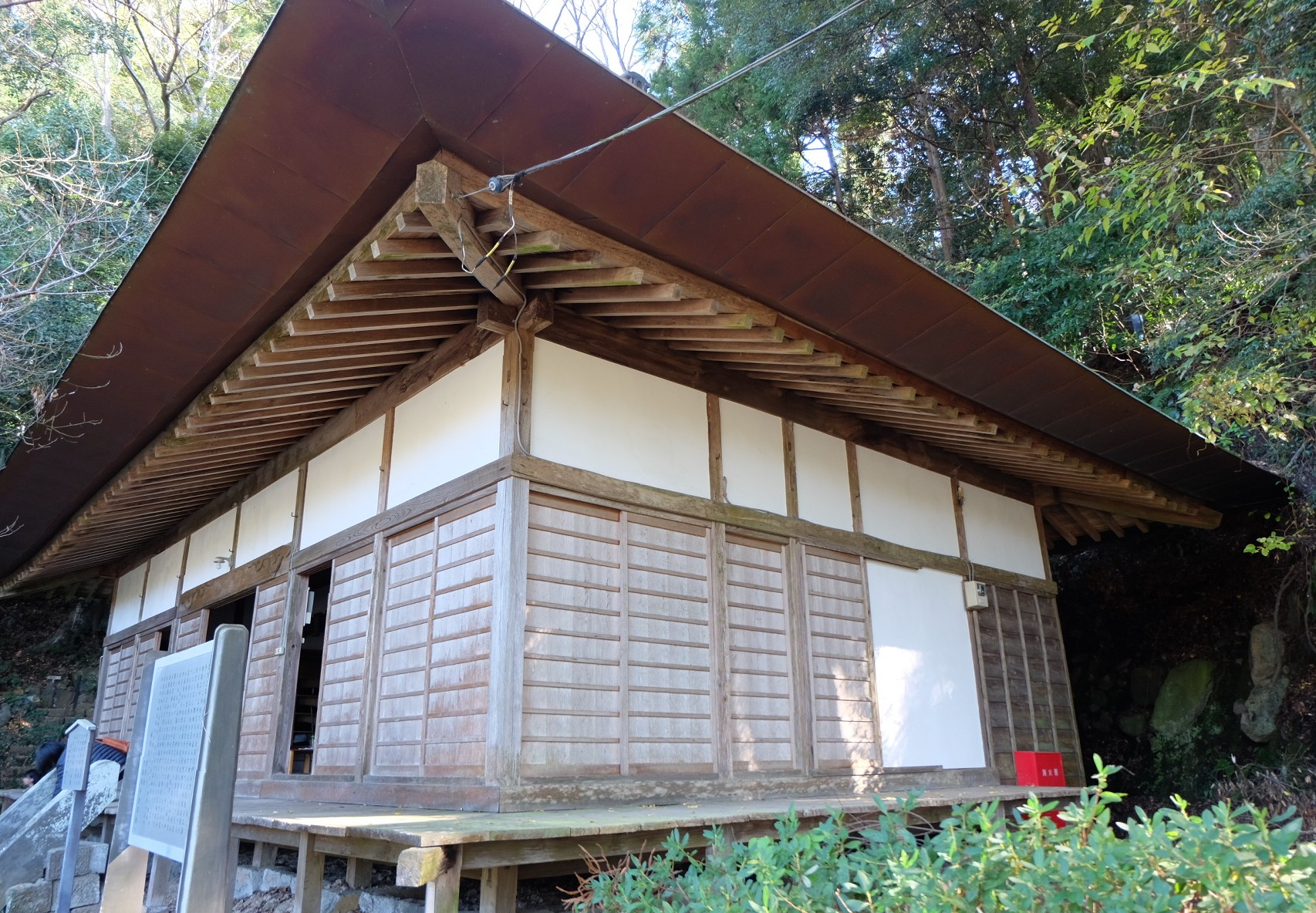
桑原薬師堂　外観（2019年12月）
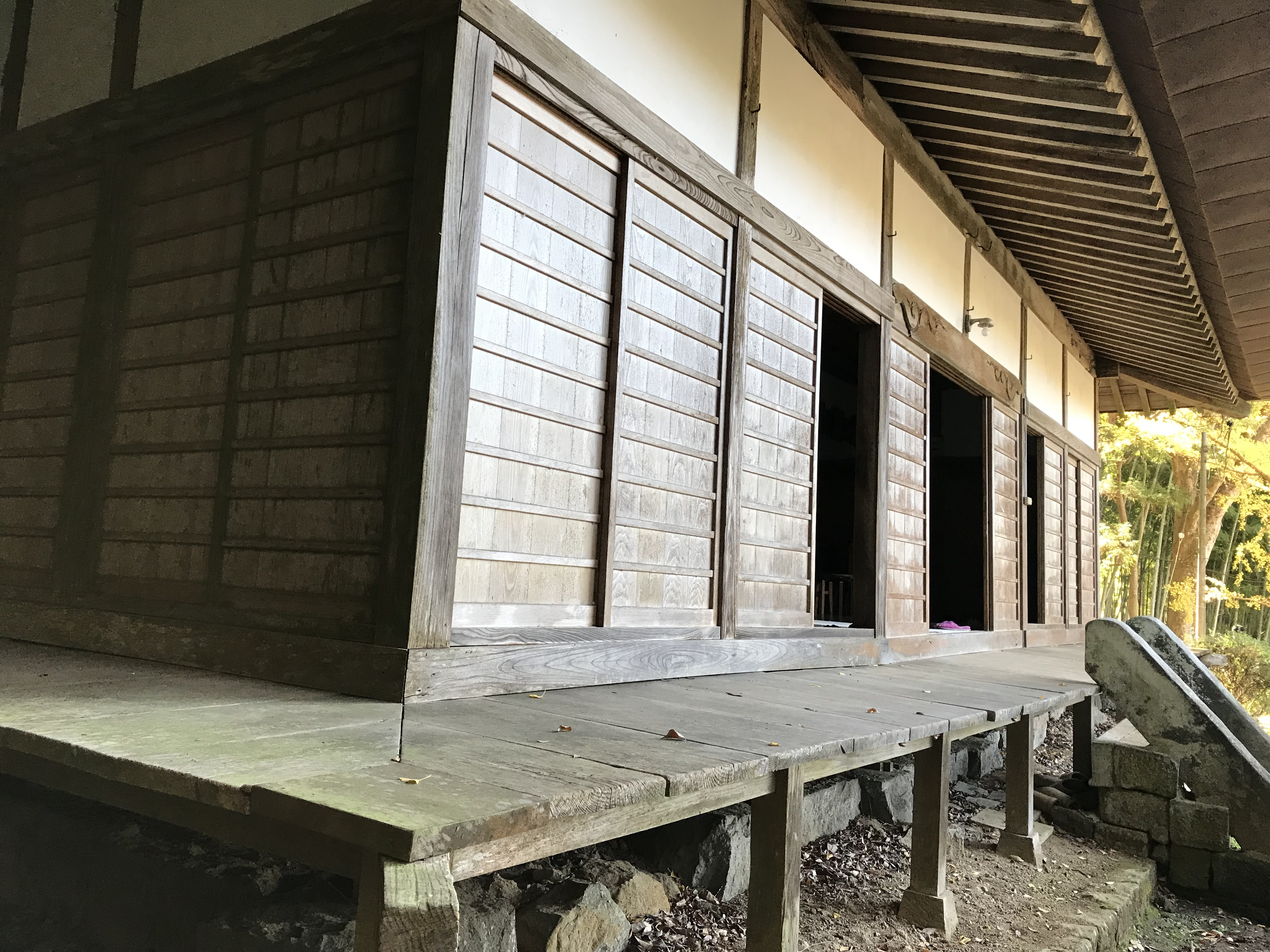
桑原薬師堂　外観　東側より撮影（2019年12月）

### 西国三十三所観音札所
長源寺の裏山には、1806年に西国三十三所観音霊場をミニチュアとして写した桑原西国三十三所観音霊場が作られた。
作成当時、西国三十三所霊場を実際に巡るには大変な体力と時間が必要だったが、桑原西国三十三所観音霊場は、約10分で西国三十三所観音霊場を1周できるコースとなっており、伊豆に現存が確認されている写し霊場で、唯一巡拝路が整備されている。霊場を1周することで、西国三十三所観音霊場を巡ったのと同様の功徳を積めると信仰されている。
霊場には観音像が7種類安置され、どの像も細部の表現が丁寧で顔の表情は起伏があり個性的である。函南町の有形民俗文化財にも指定されている。

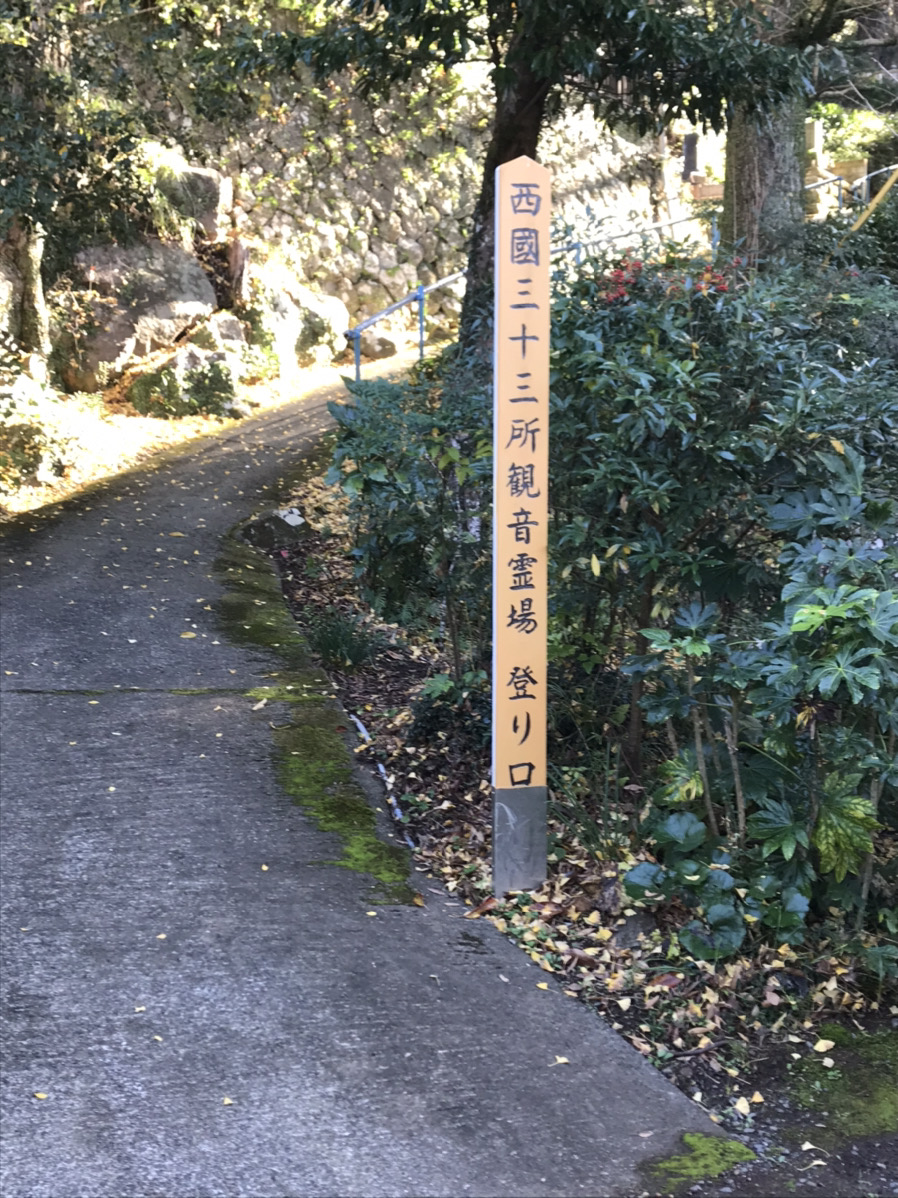
桑原西国三十三所観音霊場　登り口（2019年12月）
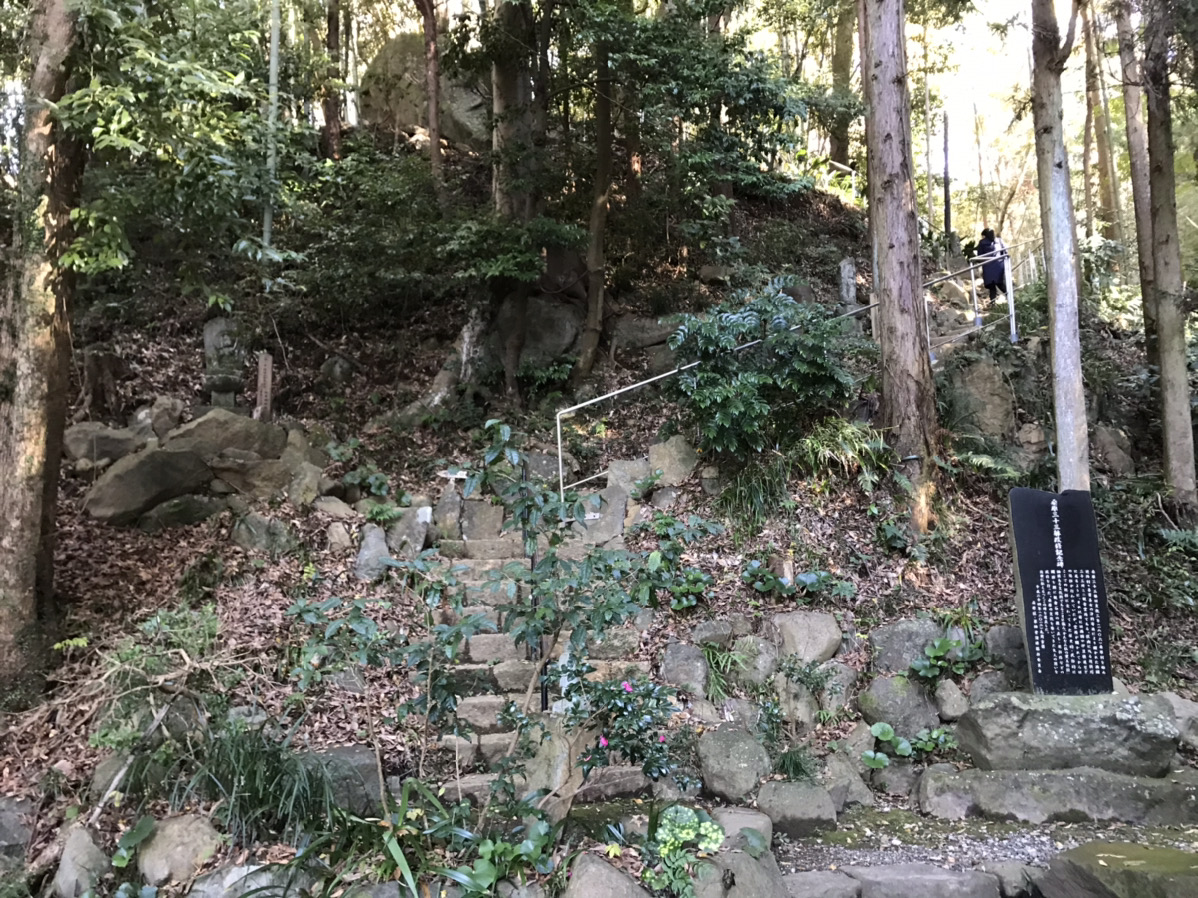
桑原西国三十三所観音霊場　巡拝道（2019年12月）
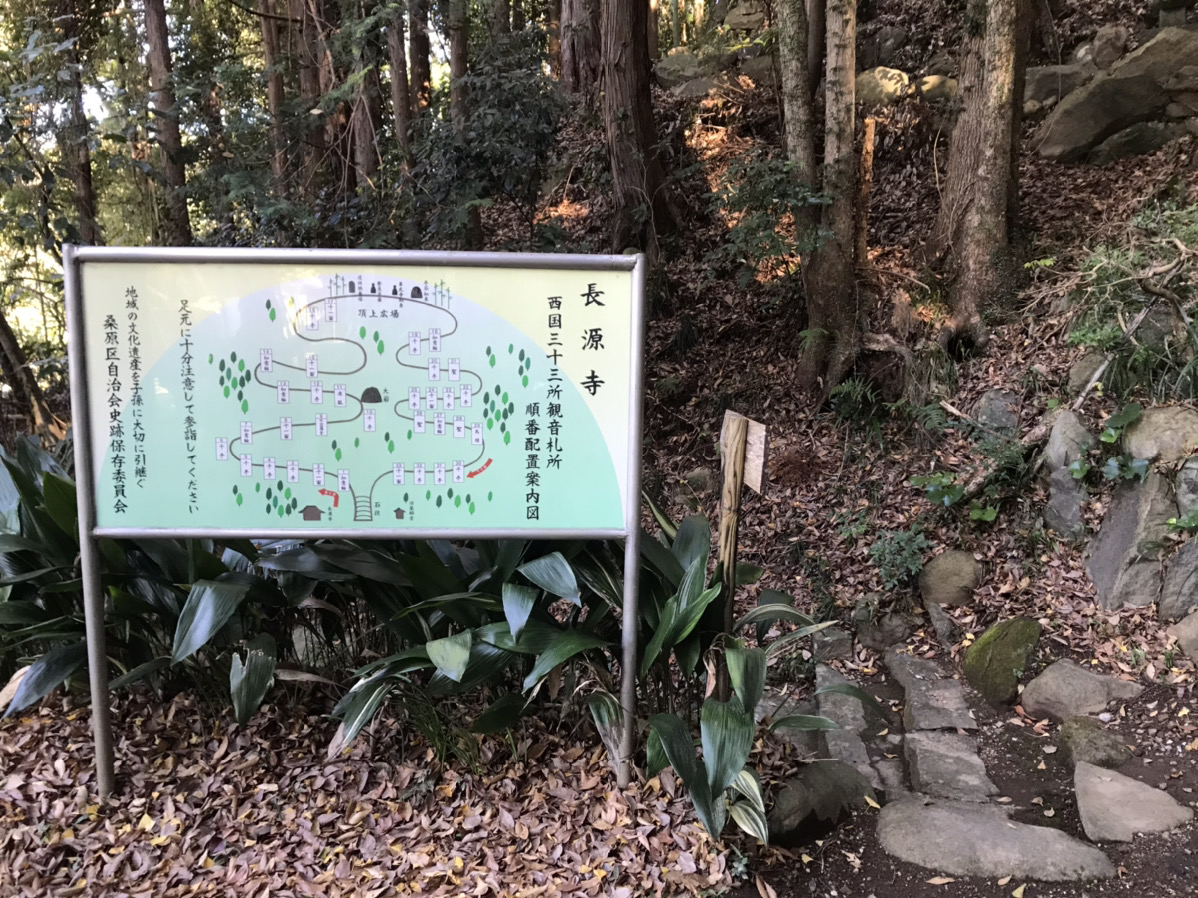
桑原西国三十三所観音霊場　案内看板（2019年12月）
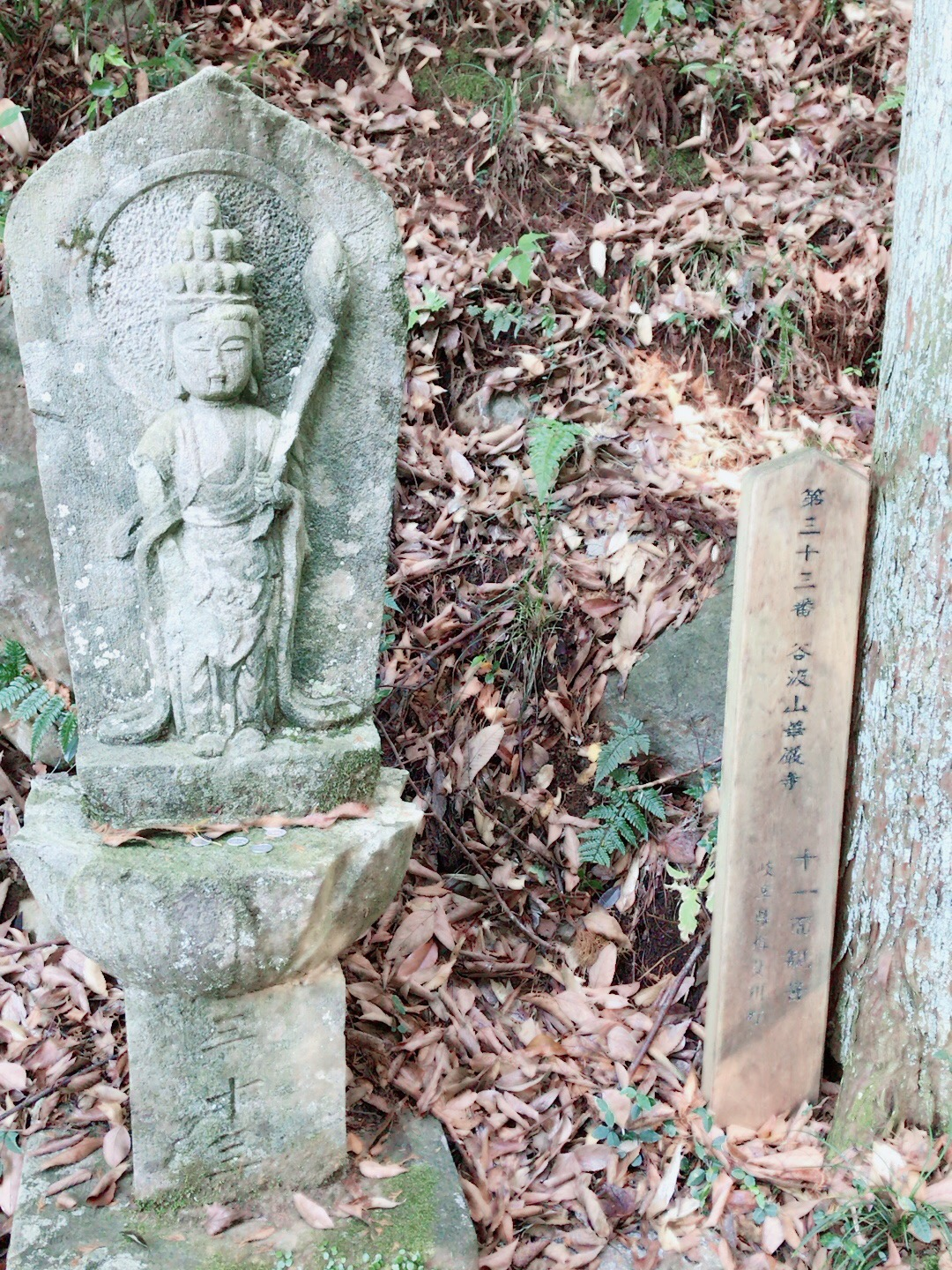
桑原西国三十三所観音霊場　第33番十一面観音（2019年12月）
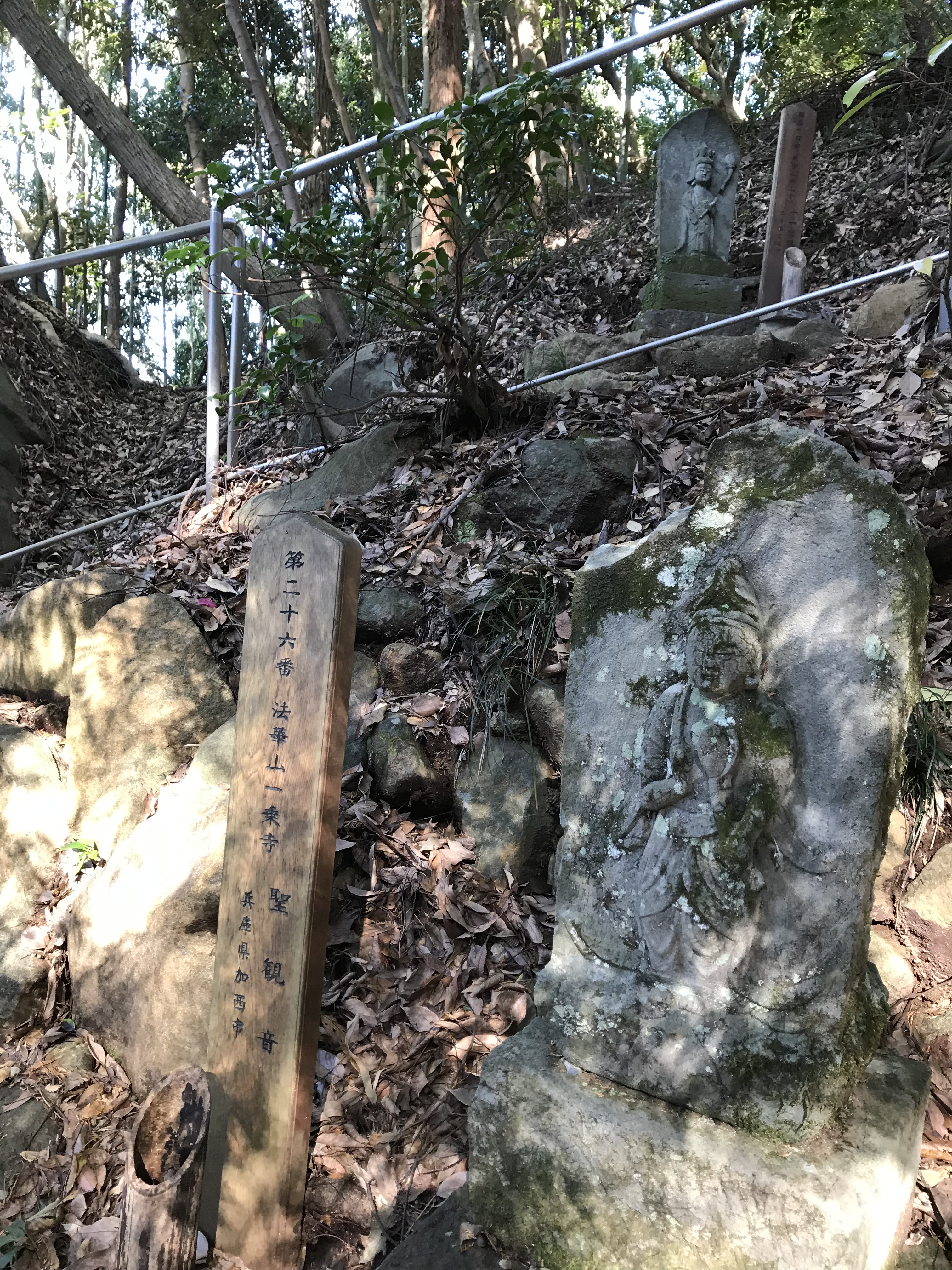
桑原西国三十三所観音霊場　第24番十一面観音、第26番聖観音（2019年12月）
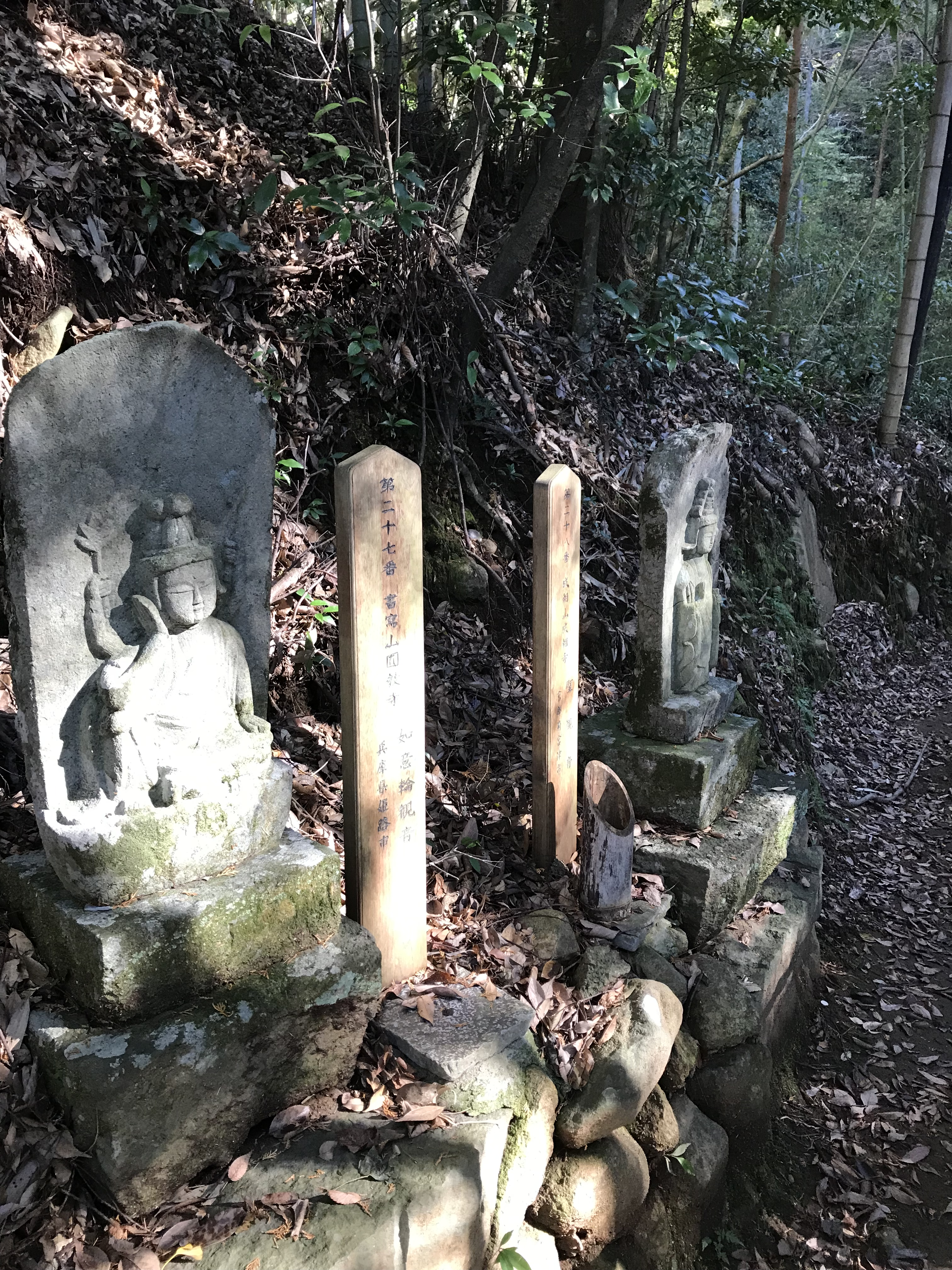
桑原西国三十三所観音霊場　第27番如意輪観音、第28番聖観音（2019年12月）
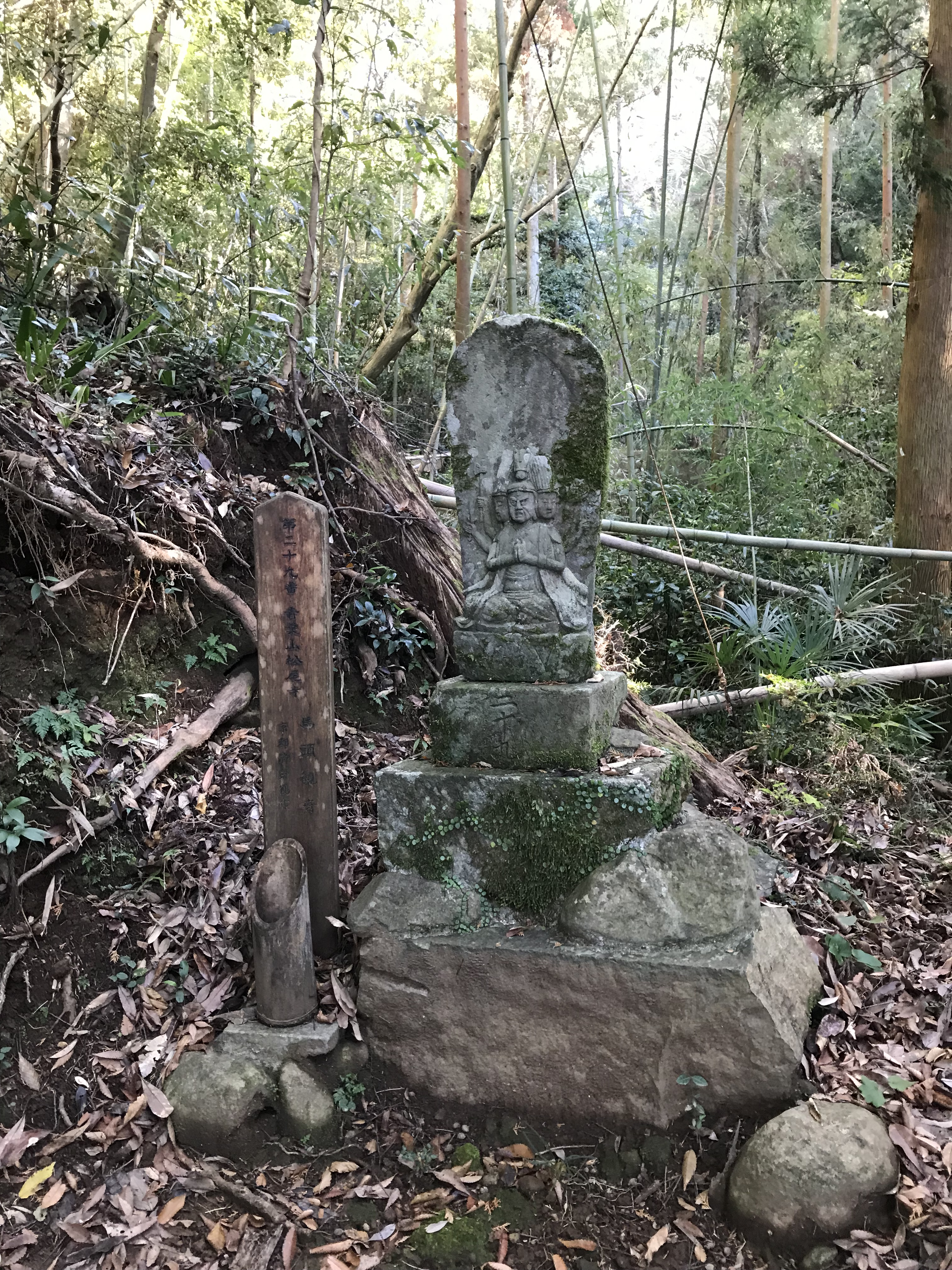
桑原西国三十三所観音霊場　第29番馬頭観音（2019年12月）
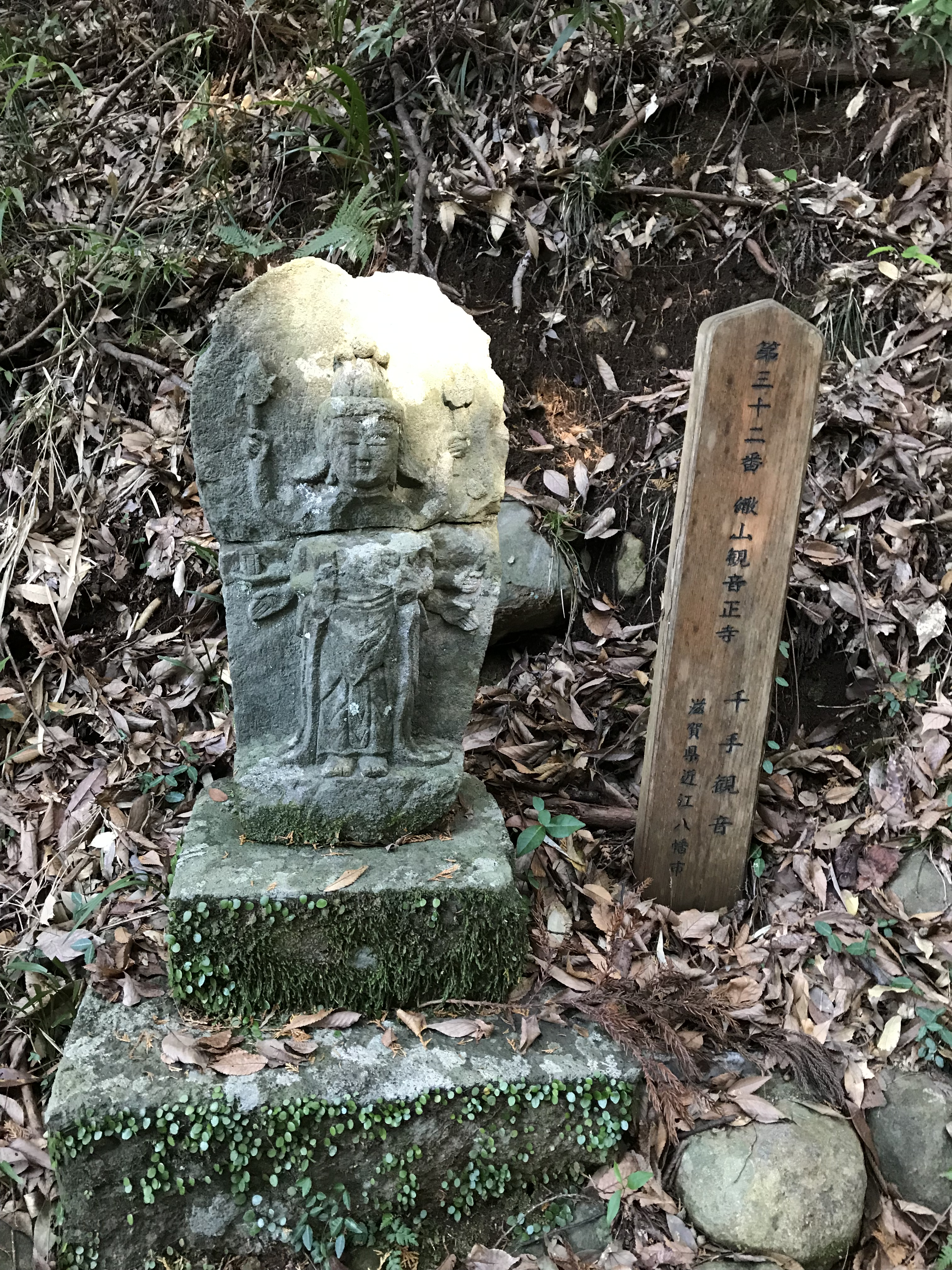
桑原西国三十三所観音霊場　第32番千手観音（2019年12月）
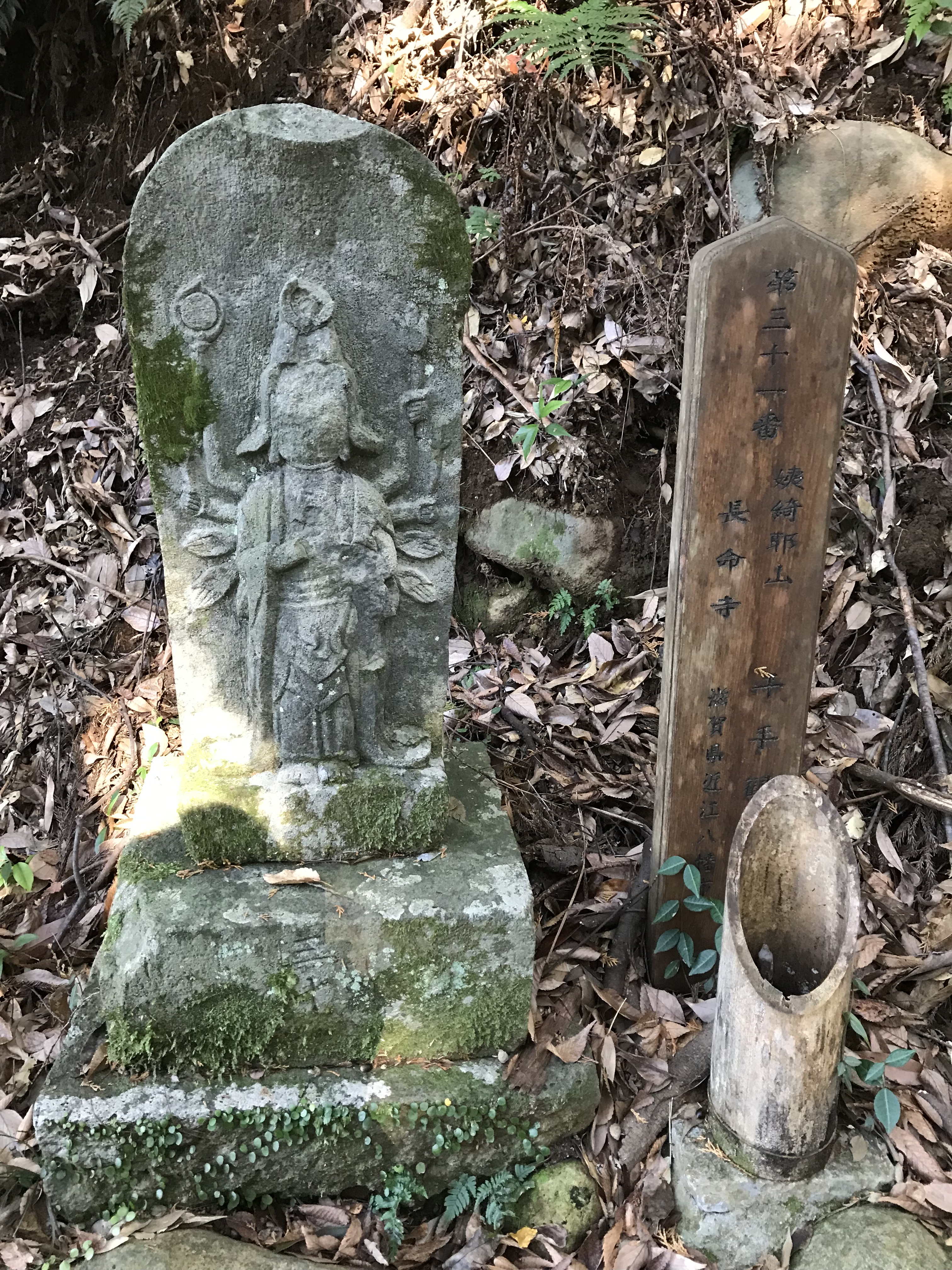
桑原西国三十三所観音霊場　第31番千手観音（2019年12月）
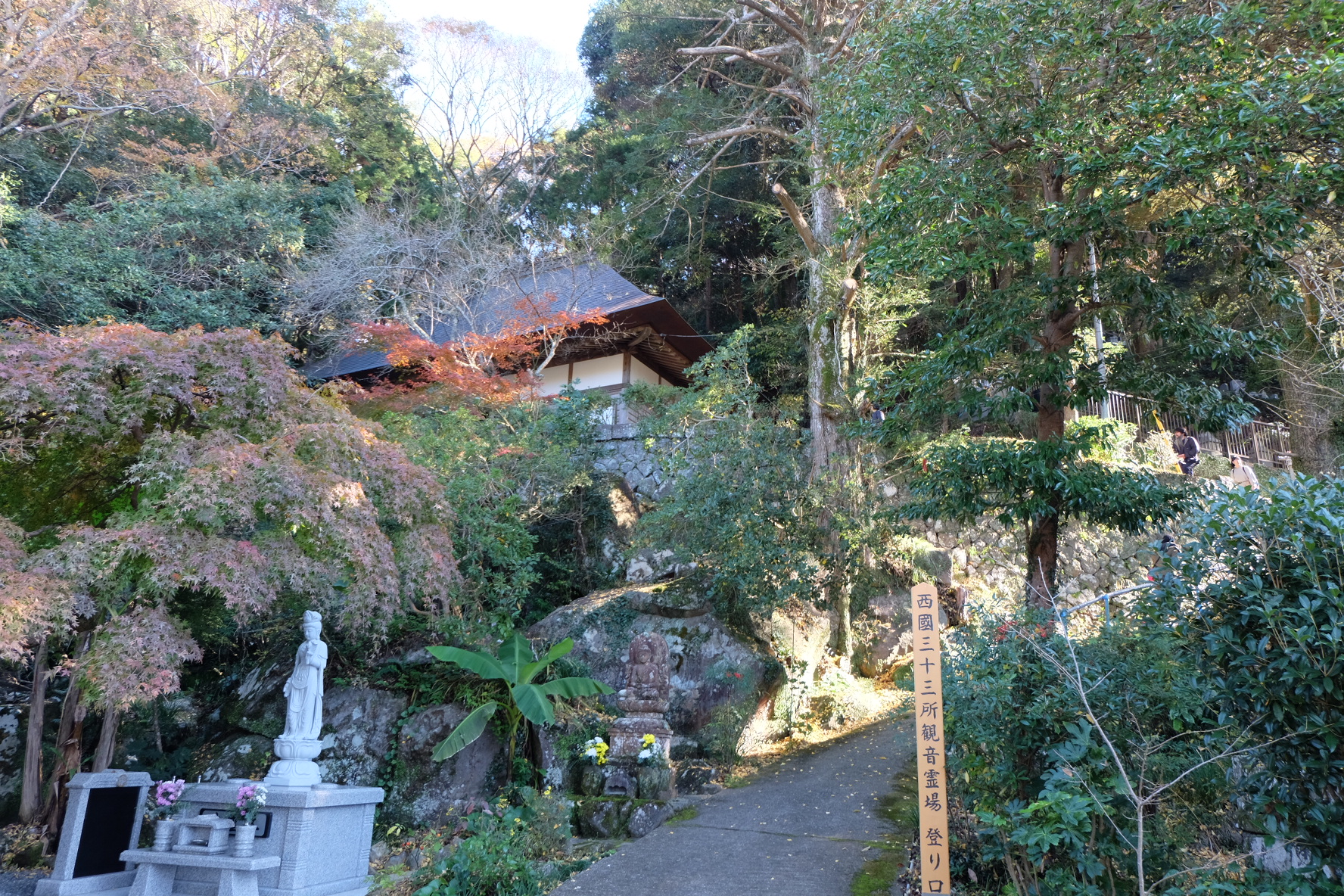
桑原薬師堂、桑原西国三十三所観音霊場　登り口（2019年12月）

## 所在地
静岡県田方郡函南町桑原592

## 交通アクセス
- JR東海東海道本線函南駅から車で約5分

## 関連施設
- かんなみ仏の里美術館